# جغرافيا أفغانستان
جغرافيا أفغانستان أفغانستان هي دولة غير ساحلية تقع في قلب القارة الآسيوية بين غرب آسيا ( الشرق الأوسط ) وآسيا الوسطى و جنوب آسيا و شرق آسيا . تتمتاز بموقعها الاستراتيجي المهم على مفترق الطرق التجارية الآسيوية الرئيسية، فقد جذبت سلسلة من الغزاة منذ القرن السادس قبل الميلاد. في الآونة الأخيرة، غزت منظمة حلف شمال الأطلسي والدول المتحالفة معها وذلك لإزالة نظام طالبان وإعادة بناء البلاد على أساس ديمقراطي حكومة.
كابول هي العاصمة وأكبر مدينة في أفغانستان، وتقع في مقاطعة كابول. وفقًا للتقديرات الأخيرة، بلغ عدد سكان منطقة العاصمة كابول ما يزيد على 3 ملايين نسمة.
القارة || آسيا
| \| \|                           |                         |
| المنطقة                         | قلب آسيا ، الشرق الأوسط |
| إحداثيات جغرافية                | 33°00′N 65°00′E         |
| المساحة                         | 647,500 كم² (41)        |
| الشريط الساحلي                  |                         |
| الحدود الأرضية                  |                         |
| الدول المجاورة وطول الحدود معها |                         |
| أعلى نقطة                       | 7,492 م                 |
| أدنى نقطة                       | 258 م                   |
| فرق التوقيت                     |                         |
|                                 |                         |